# واغيو

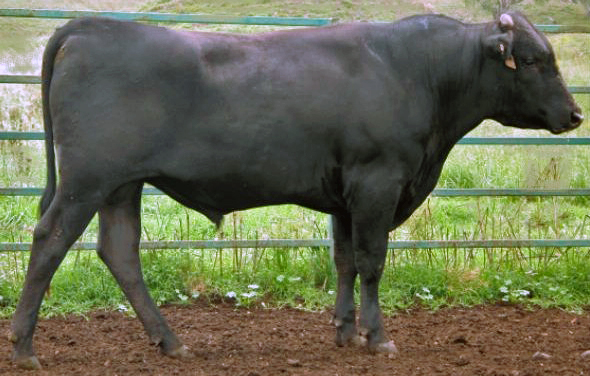
بقرة واغيو

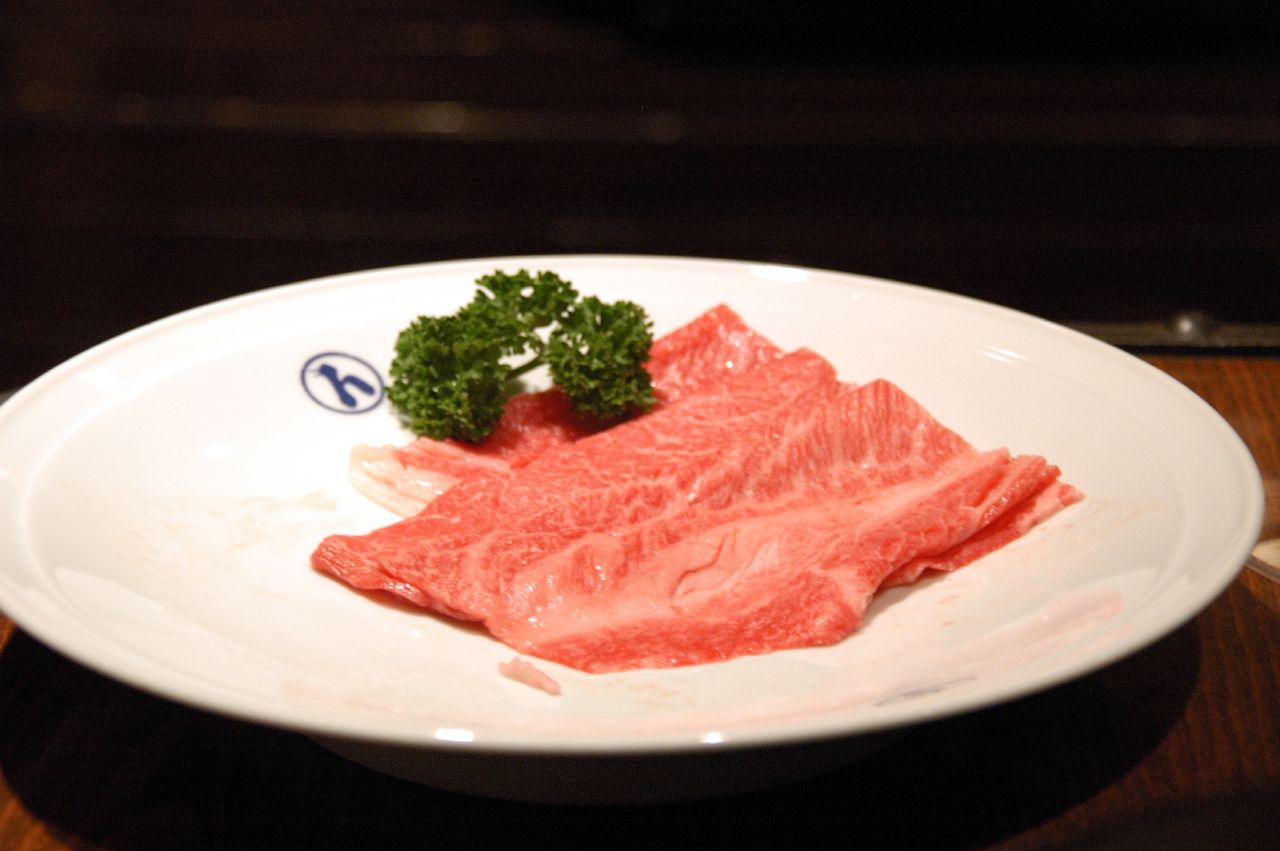
وجبة واغيو

الواغيو (باليابانية: 和牛) هو الاسم الجماعي للسلالات اليابانية الأربعة الرئيسية من الأبقار. تستمد جميع ماشية واغيو من التهجين في أوائل القرن العشرين من الماشية اليابانية المحلية ذات المخزون المستورد، ومعظمها من أوروبا.
لحم بقر الواغيو هو واحد من أغلى اللحوم في العالم. يتميز بالرخام، مما يعني أن خطوط من الدهون موجودة داخل اللحم الأحمر مشابهة الرخام مما يجعله طريا ورطبا، مع إضافة نكهة. غالبا ما يعرف لحم بقر الواغيو بأسماء مختلفة اعتمادا على مكانه الأصلي. في السنوات الأخيرة، زاد لحم بقر الواغيو في نسبة الدهون بسبب انخفاض الرعي وزيادة استخدام الأعلاف، مما أدى إلى ظهور ماشية أكبر وأكثر بدانة.
واغيو تعني "الماشية اليابانية" وليس اسم سلالة من الماشية.